# Ardo
Ardo is een fabrikant van diepvriesgroenten, -fruit en -kruiden met hoofdzetel in Ardooie, België. In totaal verkoopt de groep 940.000 ton diepgevroren groenten, fruit en kruiden naar meer dan 100 landen. Ardo genereert een omzet van 1,1 miljard euro met rond 4.000 werknemers. Het groot bedrijf is een familiebedrijf opgericht door de familie Haspeslagh. 3500 land- en tuinbouwers leveren voor Ardo.
Veel groente en worden uit de regio gekweekt en verwerkt. De helft van de alle diepvriesgroenten van Europa komt uit West-Vlaanderen. Ardo werd opgericht door het echtpaar Edouard Haspeslagh en Christiane Lambrecht.